# Microdiphot cavernarum
Microdiphot cavernarum là một loài bọ cánh cứng trong họ Đom đóm (Lampyridae). Loài này được Barber miêu tả khoa học năm 1941.